# Guy Pearce
Guy Edward Pearce (født 5. oktober 1967) er en engelsk født, australsk opvokset skuespiller og musiker, bl.a. kendt for sit portræt af amnesiramte Leonard Shelby i Christopher Nolan's Memento, sin fremstilling af figuren Ed Exley i filmen L.A. Confidential og fra flere TV-serier. En voks-figur af Pearce er udstillet på "Madame Tussauds" i Sydney, der forestiller ham i rollen som Felicia Jollygoodfellow fra filmen Ørkendroningen Priscilla.

## Opvækst
Pearce blev født i Ely, Cambridgeshire, og er søn af Anne Cocking og Stuart Pearce. Faderen, der var pilot, døde da Pierce var 9 år gammel.  Da han var tre år gammel flyttede Pearce til Geelong, Australien, hvor moderen drev en vildtfarm. Han var bodybuilder fra 1983 til 1989, hvor han bl.a. vandt titlen som Mr. Natural i Victoria.

## Karriere
Som ung havde Pearce adskillige roller på forskellige teatre, inden han blev engageret til TV i den australske sæbeopera Neighbours i 1985, hvor han spillede rollen som Mike Young i flere år. Pearce blev præsenteret ved
Cannes Film Festivalen i 1991 og fik sit gennembrud kort efter i rollen som drag queen i Ørkendroningen Priscilla fra 1994. Siden har han optrådt i adskillige Hollywood produktioner, bl.a. L.A. Confidential, Ravenous, Rules of Engagement, Memento, Greven af Monte Christo og The Time Machine. Pearce portrætterede Andy Warhol i Factory Girl og Harry Houdini in Death Defying Acts.
I januar 2009 vendte Pearce tilbage til scenen efter mere end syv års pause fra teateret.

## Filmografi
- Domino (2019)
- Bloodshot (2020)